# FG Большой Медведицы
FG Большой Медведицы (лат. FG Ursae Majoris), HD 89546 — двойная звезда в созвездии Большой Медведицы на расстоянии приблизительно 688 световых лет (около 211 парсеков) от Солнца. Видимая звёздная величина звезды — от +7,56m до +7,45m.

## Характеристики
Первый компонент — оранжевая эруптивная переменная звезда типа RS Гончих Псов (RS) спектрального класса K0.